# Tangara ardoisé
Creurgops dentatus
Espèce
Statut de conservation UICN

 LC  : Préoccupation mineure
Le Tangara ardoisé (Creurgops dentatus) est une espèce de passereaux appartenant à la famille des Thraupidae.

## Répartition
On le trouve en Bolivie et au Pérou.

## Habitat
Il vit dans les forêts humides subtropicales ou tropicales d'altitude.